# Roccascalegna
Roccascalegna – miejscowość i gmina we Włoszech, w regionie Abruzja, w prowincji Chieti.
Według danych na rok 2004 gminę zamieszkiwały 1423 osoby, 64,7 os./km².